# Tuuletar
Tuuletar är en finländsk vokalgrupp, bestående av sångarna Venla Ilona Blom, Sini Koskelainen, Johanna Kyykoski och Piia Säilynoja samt ljuddesignern Joonas Saikkonen. Under en period 2019 ersattes Kyykoski av Linda Ilves. Tuuletar kombinerar moderna inslag, som rap och beatboxing, med bland annat traditionella finska sångtekniker. Gruppen har lånat sitt namn av vindens gudinna i Kalevala.

## Diskografi
- Ahavana kulemme (EP, 2013)
- Kohma (singel, 2015)
- Ei leijuta (singel, 2016)
- Uho (singel, 2016)
- Tules maas vedes taivaal (album, 2016)
- Valtaaja/Invader (EP, 2019)
- Rajatila/Borderline (album, 2019)